# Oberonia tixieri
Oberonia tixieri là một loài thực vật có hoa trong họ Lan. Loài này được Guillaumin mô tả khoa học đầu tiên năm 1961.